# Agustín Allione
Agustín Lionel Allione (Santa Fe, 28 ottobre 1994) è un calciatore argentino, centrocampista svincolato.

## Carriera

### Club
Ha esordito nella prima divisione argentina con il Vélez Sarsfield nella stagione 2011-2012.

### Nazionale
Nel 2013 ha partecipato al campionato sudamericano Under-20.

## Palmarès

### Club

#### Competizioni nazionali
- Campionato argentino: 1

Vélez Sarsfield: 2012-2013
- Supercopa Argentina: 1

Vélez Sarsfield: 2013
- Coppa del Brasile: 1

Palmeiras: 2015
- Campionato brasiliano: 1

Palmeiras: 2016